# Die Trantüten von Panem – Die gefährliche Hunger-Games-Parodie
Die Trantüten von Panem – Die gefährliche Hunger-Games-Parodie (Originaltitel: The Hunger Pains – A Parody) ist eine Parodie über Suzanne Collins’ Werk Die Tribute von Panem – Tödliche Spiele. Autoren sind das US-amerikanische Schriftsteller-Team von The Harvard Lampoon, die generell nur Parodien schreiben. Das Buch erscheint in deutscher Übersetzung im Heyne Verlag (Verlagsgruppe Random House).

## Inhalt

### Handlung
Der Plot ist ungefähr der gleiche wie bei Collins’ Werk. Die Handlung spielt in der Zukunft. Die Welt wird von einer totalitären Regierung namens Kapital mit deren Präsidenten Schneeflöckchen regiert. Im Land Panem – das früher Nordamerika gewesen ist – werden jedes Jahr grausame Spiele veranstaltet, bei denen 24 sogenannte Tribute in einer Freilichtarena bis zum Tod gegeneinander kämpfen, bis ein überlebender Sieger übrigbleibt. Sie werden durch ein sogenanntes Nasenspiel ausgewählt. Derjenige, der als Letzter seine Nase berührt, wird Tribut. Das Land ist in 12 Distrikte unterteilt, vor einem gescheiterten Aufstand gab es 200. Distrikt 12 ist der Telemarketingdistrikt. In ihm lebt die Hauptperson Kantkiss Neverclean.

## Personen
Kantkiss Neverclean
Im Original Katniss Everdeen
Sie ist die Hauptperson sowie Erzählerin. Kantkiss lebt mit ihrer Schwester Prin und ihrer depressiven Mutter im verarmten Viertel, kurz der Crack, von Distrikt 12. Sie geht zusammen mit Carol auf Jagd hinter dem Zaun von Distrikt 12. Anstelle ihrer Schwester geht sie unfreiwillig-freiwillig zu den Spielen. Da jemand aus dem Publikum ihre Stimme nachahmte und sie freiwillig meldete. Am Anfang ist sie in Carol, in der Mitte des Buches in Pita und am Ende des Buches in Gerd Gegenspieler verliebt. Auf der letzten Seite erfährt man, dass das Kapitol den toten Pita in eine Hündchen-Transe verwandelt hat und Kantkiss ihn glücklich auf den Arm nimmt. Sie ist zusammen mit Gerd Gegenspieler Gewinnerin der Hungerspiele.
Pita Mehlsack
Im Original Peeta Mellark
Er ist Kantkiss’ sogenannter Mittribut. Sie kennt ihn als den Jungen mit dem großen Kopf. Er half ihr einst, indem er ihr, als sie in einem Telemarkting-Büro arbeitete, ein Produkt abkaufte, das sie eigentlich nicht verkauften. In den Interviews macht er erst mit Emily, einem nicht näher thematisierten Charakter, Schluss und gesteht dann Kantkiss seine Liebe. In der Arena verbünden und verlieben sie sich. Am Ende als Kantkiss, Gerd und er beschließen, das Kapitol mithilfe von giftigen Beeren zu zwingen sie alle zu Siegern zu machen, isst er sie. Auf der letzten Seite taucht er als Hündchen-Transe wieder auf.
Carol Handsomestein
Im Original Gale Hawthorne
Er ist Katniss’ Jagdgefährte. 
Princess „Prin“ Neverclean
Im Original  Primrose „Prim“ Everdeen
Sie ist Kantkiss’ hochnäsige Schwester.
Gerd Gegenspieler
Im Original Cato
Kantkiss größter Feind und späterer Kurzzeit-Freund. Er ist zusammen mit Kantkiss Gewinner der Hungerspiele.

## Anspielungen
In die Trantüten von Panem wird auf mehrere Bücher und deren Verfilmungen angespielt. Alle haben viel thematisch gemeinsam. Außerdem wird die Tribute von Panem als ungeschminktes Plagiat der Bücher, von der Kritik wie z. B.: Steven Spielberg oder der New York Times bezeichnet. 
Die Bücher sind:
- Battle Royal (auf den 2. Teil der BR-Serie wird allerdings nicht angespielt).
- Herr der Fliegen
- Todesmarsch
- Running Man

## Auszeichnungen
Das Buch wurde ein New-York-Times-Bestseller.